# システインtRNAリガーゼ
システインtRNAリガーゼ(Cysteine—tRNA ligase、EC 6.1.1.16)は、以下の化学反応を触媒する酵素である。
ATP + L-システイン + RNA{\displaystyle \rightleftharpoons }AMP + 二リン酸 + L-システイニルtRNACys
従って、この酵素は、ATPとL-システインとRNAの3つの基質、AMPと二リン酸とL-システイニルtRNACysの3つの生成物を持つ。
この酵素はリガーゼに分類され、特にアミノアシルtRNAと関連化合物に炭素-酸素結合を形成する。系統名はL-システイン:tRNACysリガーゼ(AMP生成)(L-Cysteine:tRNACys ligase (AMP-forming))である。システイニルtRNAシンターゼ、システイントランスラーゼ等とも呼ばれる。この酵素は、システインの代謝及びアミノアシルtRNAの生合成に関与している。

## 構造
2007年末時点で、3個の構造が解かれている。蛋白質構造データバンクのコードは、1LI5、1LI7、1U0Bである。